# بغتاش
بغتاش هي قرية في مقاطعة مياندوآب، إيران. عدد سكان هذه القرية هو 3,198 في سنة 2006.